# Teodósio Clemente de Gouveia
Teodósio Clemente de Gouveia (Santana, 13 maggio 1889 – Lourenço Marques, 6 febbraio 1962) è stato un cardinale e arcivescovo cattolico portoghese.

## Biografia
Nacque a Santana, Madera, il 13 maggio 1889.
Papa Pio XII lo elevò al rango di cardinale nel concistoro del 18 febbraio 1946.
Morì il 6 febbraio 1962 all'età di 72 anni.

## Genealogia episcopale e successione apostolica
La genealogia episcopale è:
- Cardinale Scipione Rebiba
- Cardinale Giulio Antonio Santori
- Cardinale Girolamo Bernerio, O.P.
- Arcivescovo Galeazzo Sanvitale
- Cardinale Ludovico Ludovisi
- Cardinale Luigi Caetani
- Cardinale Ulderico Carpegna
- Cardinale Paluzzo Paluzzi Altieri degli Albertoni
- Papa Benedetto XIII
- Papa Benedetto XIV
- Papa Clemente XIII
- Cardinale Marcantonio Colonna
- Cardinale Giacinto Sigismondo Gerdil, B.
- Cardinale Giulio Maria della Somaglia
- Cardinale Carlo Odescalchi, S.I.
- Cardinale Costantino Patrizi Naro
- Cardinale Lucido Maria Parocchi
- Papa Pio X
- Cardinale Gaetano De Lai
- Cardinale Raffaele Carlo Rossi, O.C.D.
- Cardinale Teodósio Clemente de Gouveia

La successione apostolica è:
- Vescovo Francisco Nunes Teixeira (1955)
- Vescovo José dos Santos Garcia, S.M.P. (1957)
- Arcivescovo Custódio Alvim Pereira (1959)